# Джаландхар (округ)
Джаландхар (в.-пандж. ਜਲੰਧਰ ਜ਼ਿਲਾ; хинди जलंधर ज़िला; англ. Jalandhar) — округ в индийском штате Пенджаб. Образован в 1846 году. Административный центр — город Джаландхар. Площадь округа — 2634 км². По данным всеиндийской переписи 2001 года население округа составляло 1 962 700 человек. Уровень грамотности взрослого населения составлял 78 %, что значительно выше среднеиндийского уровня (59,5 %). Доля городского населения составляла 47,5 %. 7 ноября 1995 года из частей территорий округов Джаландхар и Хошиарпур образован округ Шахидбхагатсингхнагар.